# Heinz Brauer (Ingenieur)
Heinz Peter Brauer (* 28. Dezember 1923 in Oldenburg (Oldb); † 12. März 2009) war ein deutscher Verfahrenstechnikingenieur und Strömungsmechaniker.

## Ausbildung und Beruf

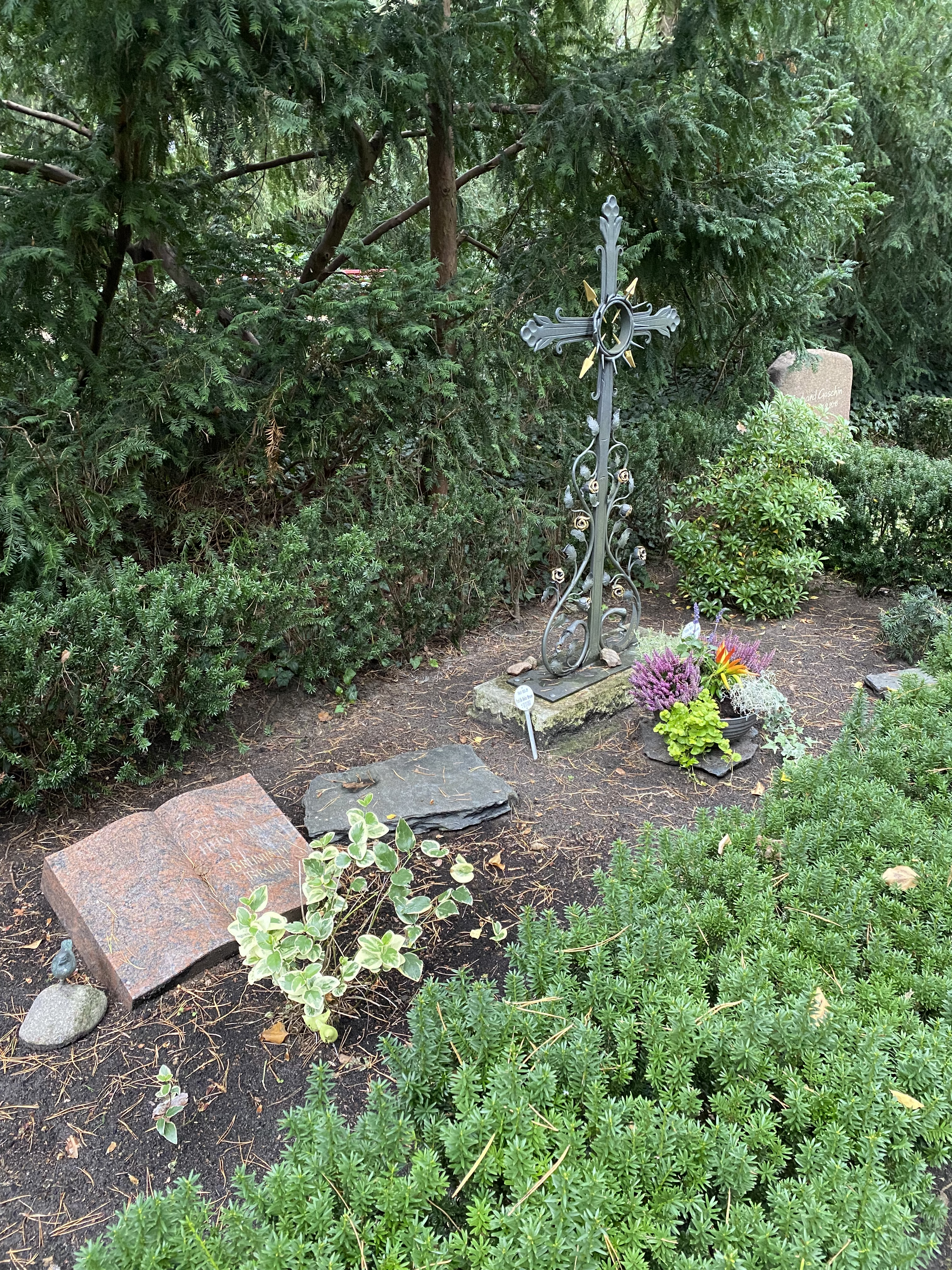
Grabstätte Heinz Brauer

Heinz Brauer konnte seine Berufsausbildung erst beginnen, nachdem er ab 1941 Kriegsdienst in der Wehrmacht geleistet hatte und 1948 aus der Kriegsgefangenschaft heimgekehrt war. Er studierte von 1949 bis zum Abschluss als Diplomingenieur an der Technischen Hochschule Hannover. Anschließend arbeitete er bei Helmuth Glaser am Max-Planck-Institut für Strömungsforschung in Göttingen.
In seiner Zeit in Göttingen promovierte er 1956 bei Helmuth Hausen an der Technischen Hochschule Hannover; Thema seiner Dissertation war die Strömungsmechanik von Filmströmen und der Wärmeübergang in ihnen. Hausen war auch bei Brauers Habilitation an der Hannoveraner Hochschule für das Fach Verfahrenstechnik Erstreferent. Für seine Habilitationsschrift befasste sich Brauer mit Eigenschaften der Strömungen bei der Rektifikation.
Bereits kurz nach dieser Arbeit wurde er von der Verfahrenstechnischen Gesellschaft im VDI ausgezeichnet.
Ab 1960 war Brauer über drei Jahre verantwortlich für die Abteilung Strömungs- und Wärmetechnik bei Mannesmann in Duisburg. 1963 erhielt er den Lehrstuhl für Verfahrenstechnik an der Technischen Universität Berlin als Direktor des zugehörigen Instituts. Wiederholt war Brauer Dekan des Fachbereichs Verfahrenstechnik und Energietechnik. Im Jahr 1992 wurde Brauer emeritiert, führte jedoch Forschung und Lehre weiter. Sein Nachfolger ist Prof. Matthias Kraume.
Heinz Brauer verstarb im Alter von 85 Jahren und wurde auf dem Berliner Waldfriedhof Dahlem beigesetzt (Grablage: Feld 003-21). Er war Mitglied des Vereins Deutscher Ingenieure (VDI) und ehrenamtlich in der Kommission Reinhaltung der Luft tätig, deren Beirat er angehörte.

## Forschungsgebiete und Leistungen
In der Grundlagenforschung war das Hauptarbeitsgebiet Brauers die Mehrphasenströmung und der Stoffaustausch, denen er sich bereits in seinen Qualifikationsarbeiten gewidmet hatte. Forschungen auf diesen Gebieten führte er auch nach seinem Wechsel zu Mannesmann durch. Mannesmann konnte die Ergebnisse dieser Arbeit für die Entwicklung von Apparaten für die Erdölförderung, den Kohleabbau und den Betrieb von Pipelines verwerten.
In seiner anwendungsbezogeneren und konkret problemlösungsorientierten Forschung widmete er sich vor allem der Luftreinhaltung und der Abwasserreinigung mit Mitteln der Bioverfahrenstechnik. Für beide Gebiete entwickelte Brauer mit seinen Mitarbeitern neuartige Apparate.
Heinz Brauer initiierte eine Zusammenarbeit zwischen der West-Berliner Technischen Universität und der Technischen Universität Krakau in der Volksrepublik Polen – in den 1970er Jahren waren dafür politische Hürden zu überwinden. In Kooperation mit polnischen Wissenschaftlern gab es ab 1975 gemeinsame Seminare an den beiden Universitäten. Die Themen waren „Verfahrenstechnik und chemisches Apparatewesen“ und „Umweltschutz in Ballungsgebieten“. Eine ähnliche Zusammenarbeit baute Brauer ab 1985 mit der ungarischen Universität Miskolc auf.

## Schriften
Aus Heinz Brauers Forschungsarbeit gingen über 200 Veröffentlichungen hervor, auch aus seiner Tätigkeit bei Mannesmann. Brauers Konzeption von Verfahrenstechnik legt er in seinem Vortrag anlässlich der Verleihung der Carl-Friedrich-Gauß-Medaille dar:
- Verfahrenstechnik im Wandel. In: Braunschweigische Wissenschaftliche Gesellschaft – Jahrbuch 1988. Goltze, Göttingen 1988, ISBN 3-88452-234-5, S. 235–247.Digitalisat

Seine Qualifikationsarbeiten und Beispiele für weitere Buchveröffentlichungen:
- Strömung und Wärmeübergang bei Rieselfilmen, VDI-Forschungsheft 457. VDI-Verlag, Düsseldorf  1956. (Dissertation, Technische Hochschule Hannover)
- Eigenschaften der Zweiphasenströmung bei der Rektifikation in Füllkörpersäulen. Technische Hochschule Hannover, 1959. (Habilitationsschrift)
- Grundlagen der Einphasenströmungen und Mehrphasenströmungen. Aus der Reihe: Grundlagen der Chemischen Technik, Verfahrenstechnik der chemischen und verwandten Industrien. Sauerländer, Frankfurt 1971
- Stoffaustausch, einschließlich chemischer Reaktionen. Sauerländer, Frankfurt 1971, ISBN 978-3-7941-0008-8 (unter Mitarbeit von Dieter Mewes)
- Air Pollution Control Equipment. Springer, Berlin 1981, ISBN 978-3-540-10463-6 (englisch, mit Yalamanchili B. G. Varma)

Als Herausgeber:
- Fundamentals of Biochemical Engineering, VCH, Weinheim 1985, ISBN 3-527-25764-0
- Handbuch des Umweltschutzes und der Umweltschutztechnik
  - Band 1: Emissionen und ihre Wirkungen. Springer, Berlin 1997, ISBN 3-540-58024-7
  - Band 2: Produktions- und produktintegrierter Umweltschutz. Springer, Berlin 1996, ISBN 3-540-58059-X
  - Band 3: Additiver Umweltschutz: Behandlung von Abluft und Abgasen. Springer, Berlin 1996, ISBN 3-540-58060-3
  - Band 4: Additiver Umweltschutz: Behandlung von Abwässern. Springer, Berlin 1996, ISBN 3-540-58061-1
  - Band 5: Sanierender Umweltschutz. Springer, Berlin 1997, ISBN 3-540-58062-X

Beispiel für eine Dissertation bei Brauer zu einem unter seiner Leitung entstandenen Gerät :
- Djohan Sofia: Verfahrenstechnische Untersuchung der aeroben Essigsäurefermentation im Hubstrahl-Bioreaktor. VDI-Verlag, Düsseldorf 1995, ISBN 978-3-18-338303-0.

## Ehrungen
- Arnold-Eucken-Preis der Verfahrenstechnischen Gesellschaft im VDI, VTG, 1960
- Technologie-Preis des Technologie-Forums Berlin, 1982
- Arnold-Eucken-Medaille der Forschungs-Gesellschaft Verfahrenstechnik, GVT, 1984
- Kosczinszki-Medaille der Technischen Universität Krakau, 1984
- Ehrenzeichen des Vereins Deutscher Ingenieure, VDI, 1985
- Technologie-Preis des Bundesministeriums für Forschung und Technologie, 1986
- Carl-Friedrich-Gauß-Medaille der Braunschweigischen Wissenschaftlichen Gesellschaft, 1988[1]
- Ehrendoktor der Universität Krakau, 1988
- Ehrendoktor der Universität Miskolc, 1991
- Goldenes Ehrenzeichen der Universität Krakau, 1995[8]
- Aachener und Münchener Preis für Technik und Angewandte Naturwissenschaften, der Carl-Arthur Pastor-Stiftung, 1998[9]
- Polnischer Goldener Orden für Umweltschutz, 1998[3]
- Goldene Ehrenmedaille der Universität Krakau, 2003[8]